# Hendrik August van Kinckel
Hendrik August Baron van Kinckel (1747 – 1821) was een Nederlands officier en diplomaat. Hij maakte naam als hervormer van de marine. Van Kinckel werd in het Koninklijk Besluit No. 70 van 18 juli 1815 door koning Willem I tot commandeur in de Militaire Willems-Orde benoemd.
In 1788 leidde van Kinckel als minister plenipotentiaris bij de Opperijnse en Nederrijns-Westfaalse Kreitsen, 1789-1795 een bijzonder gezantschap naar het Duitse Rijk in verband met de vredesonderhandelingen in Kassel. Deze onderhandelingen in opdracht van raadpensionaris Van der Spiegel betroffen onder andere de verwerving van het markiezaat Bergen op Zoom.
In datzelfde jaar is in de archieven sprake van een lening van 1 miljoen gulden van Hessen aan de Staten van Holland, afgesloten door Van Kinckel en, op het persoonlijke vlak, een verzoek van Van Kinckel aan de Admiraliteit van Zeeland tot erkenning als schout-bij-nacht titulair.